# Groupe de la rue de Lille
 (février 2025).
Si vous disposez d'ouvrages ou d'articles de référence ou si vous connaissez des sites web de qualité traitant du thème abordé ici, merci de compléter l'article en donnant les références utiles à sa vérifiabilité et en les liant à la section « Notes et références ».
Le Groupe de la rue de Lille est le nom donné à un groupe de Résistance intérieure française pendant la Seconde Guerre mondiale, crée autour d'Émilien Amaury

## Description
Avant le début de la Seconde Guerre mondiale, un groupe composé d'économistes, d'hommes politiques, de propagandistes, de journalistes se réunissaient fréquemment dans les locaux de l'Office de publicité générale, situé rue de Lille à Paris.
D'inspiration démocrate-chrétienne, la plupart des protagonistes sont des engagés du Parti Démocrate Populaire, de Jeune République, et de L'Aube. Ce groupe devient dès 1941, clandestin afin de lutter contre la propagande et l'occupant. La conception est de mettre les imprimeries au service des mouvements de résistance en se mettant au service de tous.
Pendant 4 ans, à l'écart des comités et des conseils, le groupe se retrouve tous les lundis matin, et se consacre suivant leur compétence à la création, conception, édition, publication et diffusion de tracts, brochures, journaux, cahiers de tous les mouvements de la Résistance, toutes tendances politiques confondues (Résistance, L'Humanité, Courrier du Témoignage chrétien , Défense de la France, Front national, Franc-Tireur, etc.). Il imprime également les appels du Général de Gaulle qui eut trois éditions entre 1943 et 1944, mais aussi de faux documents pour la Résistance (papiers d'identité, laissez-passer, cartes d'alimentation, feuilles de démobilisation, etc.), des milliers de tracts et affiches.
Les réunions ne seront interrompues que deux fois : en octobre 1943 - la plupart des membres avaient été inquiétés par la Gestapo et quelques-uns incarcérés- et une autre fois au printemps 1944: une perquisition à l’imprimerie de la Démocratie amena l'arrestation de tout le personnel, c'est l'imprimerie de Marc Sangnier qui est aussi arrêté par la Gestapo et incarcéré pendant quelques semaines à la prison de Fresnes. Charles Geeraert, directeur de l'imprimerie, sera également arrêté et déporté à Auschwitz puis Buchenwald ou il décédera le 23 mars 1945.
Les tirages sont relativement importants, de 30 000 à parfois 100 000 exemplaires, et bénéficient de la position officielle d'Amaury, qui bénéficie de privilèges matériels en cette période de rationnement du papier.
Le groupe participe aussi à la diffusion du Bulletin de presse de la France combattante, qui amènera l'arrestation de Gilbert Perroy, un de ses membres en 1943. Les idées du groupe sont exprimées dans les Cahiers du travaillisme français
Dès la Libération de Paris, les services du Secrétariat général à l'information s'installent rue de Lille. Le groupe et l'ensemble des services est mis à la disposition de la nouvelle organisation passant d'un statut clandestin à un statut officiel.

## Principaux Membres
- Pierre Abelin, Émilien Amaury[3] ; Lucette Aubrun, Annie Blanche, Robert Buron, Georges Hourdin, Jacquier et Madame, Raymond Laurent, Marie Lausanne, Jean Leroux[4], Roger Meusnier, Gilbert Perroy, Ernest Pezet, André Régnier[5], Louis Renaudin, Jeanne Rendu, Rosier, Jean Sangnier, Louis Terrenoire, Gilbert de Véricourt. Charles Geeraert Louis Bourgeois

## Source
- Émilien Amaury, « Rapport sur le Groupe de la rue de Lille », sur Archives Nationale

- Cet article est partiellement ou en totalité issu de l'article intitulé « Émilien Amaury » (voir la liste des auteurs).